# Toppning
Begreppet toppning innebär inom lagsport att tränaren medvetet använder sig av de bästa i laget så mycket som möjligt, oftast i lägen som bedöms som matchavgörande. Medan toppningar i allmänhet accepteras i senioridrotten och även ungdomsidrotten, har systemet inom framför allt barnidrott kritiserats.

### Fotnoter
1. ↑  Ia Sellerberg (5 januari 2010). ”Toppning i ungdomslag väcker heta känslor”. Barometern Oskarshamns-Tidningen. Arkiverad från originalet den 16 januari 2014. https://web.archive.org/web/20140116123052/http://www.barometern.se/sporten/toppning-i-ungdomslag-vacker-heta-kanslor(1740864).gm. Läst 15 januari 2014.